# Czajków (gromada w powiecie ostrzeszowskim)
Czajków – dawna gromada, czyli najmniejsza jednostka podziału terytorialnego Polskiej Rzeczypospolitej Ludowej w latach 1954–1972.

## Charakterystyka
Gromady, z gromadzkimi radami narodowymi (GRN) jako organami władzy najniższego stopnia na wsi, funkcjonowały od reformy reorganizującej administrację wiejską przeprowadzonej jesienią 1954 do momentu ich zniesienia z dniem 1 stycznia 1973, tym samym wypierając organizację gminną w latach 1954–1972.
Gromadę Czajków siedzibą GRN w Czajkowie utworzono – jako jedną z 8759 gromad na obszarze Polski – w powiecie wieluńskim w woj. łódzkim, na mocy uchwały nr 40/54 WRN w Łodzi z dnia 4 października 1954. W skład jednostki weszły obszary dotychczasowych gromad Czajków, Salamony i Muchy ze zniesionej gminy Czajków w tymże powiecie i województwie.
13 listopada 1954 (z mocą obowiązującą od 1 października 1954) gromada weszła w skład nowo utworzonego powiatu ostrzeszowskiego w woj. poznańskim, gdzie ustalono dla niej 22 członków gromadzkiej rady narodowej.
1 stycznia 1962 do gromady Czajków włączono obszar zniesionej gromady Mielcuchy w tymże powiecie.
Gromada przetrwała do końca 1972 roku, czyli do kolejnej reformy gminnej.
Począwszy od 1973 roku, Czajków utracił funkcje administracyjne na okres prawie 10 lat. Do funkcji tych powrócił dopiero 1 października 1982, kiedy to w woj. kaliskim reaktywowano zniesioną w 1954 roku (istniejącą co prawda tylko przez jeden rok) gminę Czajków (wydzielono ją z gminy Grabów nad Prosną).